# Patelloceto murphyorum
Espèce
Patelloceto murphyorum est une espèce d'araignées aranéomorphes de la famille des Trachelidae.

## Distribution
Cette espèce est endémique du comté de Kilifi au Kenya,. Elle se rencontre vers Kilifi.

## Description
Le mâle holotype mesure 4,40 mm.

## Systématique et taxinomie
Cette espèce a été décrite par Pett en 2022.

## Étymologie
Cette espèce est nommée en l'honneur de Frances (1926–1995) et John A. Murphy (1922–2021).

## Publication originale
- Pett, 2022 : « Two new species of dark sac spiders of the genus Patelloceto Lyle & Haddad, 2010 (Trachelidae) from Kenya. » Arachnology, vol. 19, Special Issue, p. 224-228.